# اسمیتویل (شهرستان آتلانتیک، نیوجرسی)
اسمیتویل (به انگلیسی: Smithville) یک منطقهٔ مسکونی در ایالات متحده آمریکا است که در شهرستان آتلانتیک، نیوجرسی واقع شده‌است. اسمیتویل ۱۳٫۰۹۱ کیلومتر مربع مساحت و ۷٬۲۴۲ نفر جمعیت دارد و ۴ متر بالاتر از سطح دریا واقع شده‌است.